# Tricentra amibomena
Tricentra amibomena là một loài bướm đêm trong họ Geometridae.